# Kinzica de' Sismondi
Kinzica de' Sismondi (AFI: /ˈkintsika/; a volte Chinzica o erroneamente Cinzica; fl. X-XI secolo) è stata una nobildonna italiana che, secondo la leggenda, nel 1004 salvò la città di Pisa dall'invasione dei saraceni di Mujāhid al-ʿĀmirī. Apparteneva alla famiglia dei Sismondi.

## La tradizione
Si racconta che la giovane Kinzica, che quella notte non riusciva a dormire, sia stata la prima ad accorgersi che gli invasori, risalito l'Arno, stavano sbarcando furtivamente nel quartiere meridionale della città, sguarnita di uomini abili alla difesa in quanto l'esercito pisano era in missione sulle coste calabre per liberarle proprio dai pirati arabi. Subito prima che Pisa fosse messa a fuoco dai saraceni, che cercavano il rinomato tesoro posseduto dai Pisani, all'epoca molto ricchi, Kinzica riuscì a raggiungere i consoli della città, che, suonando con forza le campane della torre del Palazzo degli Anziani, riuscirono ad avvisare la popolazione. 
A questo punto i cittadini alfei combatterono aspramente gli invasori saraceni, con Kinzica stessa che nel cuore della battaglia li incitava a resistere. I pisani ottennero una schiacciante vittoria e tutti i saraceni furono uccisi. Il pirata Mujāhid (Musetto) non doveva evidentemente essere tra questi, perché le fonti storiche dicono che morì in altre circostanze.
In ogni caso, sempre secondo la tradizione, proprio all'episodio di Kinzica si fa risalire l'origine della cecìna, il famoso sformato sottile di farina di ceci cotto in forno, già noto a Greci e Romani e conosciuto oggi fuori da Pisa coi nomi di farinata, fainè, socca, ecc. a seconda del luogo. Quando la giovane dette l'allarme, i concittadini presi dal panico reagirono gettando istintivamente di tutto dalle finestre, per respingere gli invasori; e così tavoli, ferri, vasi, bastoni, oggetti vari e persino provviste alimentari fra cui bottiglie d'olio e sacchi di ceci: questi ultimi, mescolandosi a terra, calpestati ed essiccati al sole il giorno successivo, formarono una poltiglia che la popolazione, affamata e stanca per la battaglia sostenuta, assaggiò e scoprì sorprendentemente gustosa. Fu così che per scherno ai saraceni, che si erano ritirati a mani vuote, quella pappa al gusto di ceci venne da allora chiamata "l'oro di Pisa", in segno di scherno per il famoso tesoro invano anelato dai saraceni: era nata la cecìna, detta "doratino" quando consumata all'interno di una tipica focaccina rotonda, la stiacciatina o frittella.

## Studi storici
Secondo la leggenda, questo episodio si verificò nel 1004 o nel 1005, quando il grosso della flotta e dell'esercito della Repubblica di Pisa era impegnato nella conquista di Reggio Calabria e di altri centri calabresi, sempre a danno dei saraceni.
Gli storici, tuttavia, osservano che l'aggressione saracena contro Pisa del 1004 (alcune fonti parlano del 1015) fu un completo successo per i pirati: i vecchi e i bambini rimasti in città furono trucidati; solo le donne vennero lasciate in vita e, comunque, molte di esse furono rapite e vendute come schiave. Sembra quindi poco probabile che questa aggressione corrisponda alla vicenda di Kinzica.
Se mai la vicenda di Kinzica fu reale, si ritiene che l'attacco di Mujāhid al-ʿĀmirī a cui fa riferimento sia avvenuto diversi anni più tardi: più probabilmente nel 1016 se non addirittura nel 1024, e che l'assenza della flotta pisana si possa spiegare con le operazioni navali contro i saraceni (e proprio contro Musetto in particolare) che avvenivano in quel periodo per il controllo della Sardegna.

## Toponomastica ed etimologia
Tra il XII e il XIV secolo, l'epoca in cui Pisa era uno Stato indipendente, uno dei quattro quartieri in cui era suddivisa la città comunale si chiamava Kinzica; il toponimo identificava la parte dell'abitato che sorgeva sulla sponda meridionale dell'Arno, un'area approssimativamente corrispondente agli attuali quartieri di Sant'Antonio e di San Martino.
L'etimologia del toponimo Kinzica è discussa; secondo un'interpretazione piuttosto diffusa ma non suffragata da fonti attendibili il nome sarebbe di origine araba; tuttavia appare più convincente, sia per ragioni linguistiche che cronologiche, la derivazione dal longobardo Kinzig, termine riferibile ad una depressione del terreno, ovvero ad un livello più basso della sponda meridionale del fiume rispetto all'altra. Ancora nel ventunesimo secolo i quartieri meridionali di Pisa sono ad una quota leggermente inferiore rispetto a quelli settentrionali.
Ad ogni modo è storicamente noto e documentato che il quartiere dei mercanti di Pisa fosse un luogo di incontro e commercio per individui provenienti da diversi paesi, soprattutto dell'Oriente (arabi, turchi di Persia, bizantini).
Che sia esistita o meno un'eroica donna che ha dato l'allarme, non è irragionevole supporre che l'attacco notturno sia partito proprio da questa area, che all'inizio dell'XI secolo non era ancora protetta da fortificazioni. Tale caratteristica, unita alla relativa ricchezza degli abitanti la rendeva più esposta ad assalti; Kinzica rimase un obiettivo vulnerabile fino a quando fu circondata da mura e inglobata nella città vera e propria, ovvero fino al 1155, quando il console Cocco Griffi iniziò la costruzione della nuova cinta muraria.

## Onori tributati a Kinzica
Un'antica statua a lei dedicata è inserita nella facciata di Casa Tizzoni, una casa-torre situata nella centrale via San Martino. È in realtà un frammento di bassorilievo proveniente da un sarcofago romano del III secolo d.C., raffigurante una matrona romana o una musa. Il volto sarebbe stato rielaborato nel secolo XII e il rilievo gode perciò di una grande popolarità. Le è stata dedicata anche una strada, nel centro storico della città.
Kinzica è il personaggio più importante del corteo storico di Pisa, nella Regata delle Antiche Repubbliche Marinare, come per Venezia è Caterina Corner. Nel corteo, l'eroina pisana viene presentata a cavallo, circondata da sei damigelle e da un palafreniere, e scortata da otto tamburini e quattro alfieri. Curiosamente pare che anche un antico pasticcino pisano, riscoperto nel ventesimo secolo, venisse chiamato "Kinzica".
Nel 2005 è stata posta una sua statua in bronzo, creata dal maestro Angelo Ciucci, in piazza Guerrazzi, proprio alle porte del quartiere di San Martino.
Per la stagione 2022, E-Team Squadra Corse, racing team dell'Università di Pisa che compete nel circuito della Formula SAE, ha dato nome "Kinzica" alla propria vettura da corsa per la categoria Combustion, in onore della leggendaria eroina pisana.